# Бланш Фредерічі
Бланш Фредерічі (англ. Blanche L. Friderici; 21 січня 1878, Бруклін, Нью-Йорк, США — 23 грудня 1933, Вісейлія, Каліфорнія, США) — американська актриса.

## Біографія
Бланш Фрідеричі народилася 21 січня 1878 року у Брукліні (штат Нью-Йорк, США).
Фрідеричі не прагнула стати актрисою — вона була викладачем з акторської майстерності та ораторського мистецтва. Проте, зір став її підводити, вона не змогла читати, отже зайнялася акторством.
У 1914—1927 роки Фрідерічі з'явилася в дев'яти театральних постановках на Бродвеї в Нью-Йорку. З'явилася у шістдесяти фільмах з 1920 по 1934 роки.
55-річна Бланш померла 23 грудня 1933 року від серцевого нападу на різдвяну службу в General Grant Grove. Її чоловік, і за сумісництвом менеджер, Дональд Кемпбелл був із нею.

## Фільмографія
- 1928 — Седі Томпсон
- 1929 — Правопорушник
- 11933 — Політ до Ріо